# 三兄弟岩
三兄弟岩（俄语：Скала Три Брата）是亚历山德罗夫斯克西的三个岩石，距岸边225米，是萨哈林岛亚历山德罗夫斯克区的象征之一，出现在了区旗和区徽上，它们间互相相隔几十米远，分别高出水面21米、18米和15米。